# Adolf Büchler
Adolf Büchler (geb. 1867 in Priekopa, Ungarn (jetzt Slowakei); gest. 1939 in London) war ein österreichisch-ungarischer Rabbiner, Historiker und Theologe. Seine Forschungsschwerpunkte lagen auf dem Gebiet der Religionsgeschichte und Talmud-Forschung.

## Leben und Werk
Adolf Büchler wurde in Priekopa, Ungarn (jetzt Slowakei), geboren. Er erhielt seine frühe Ausbildung in den jüdischen Seminaren von Budapest und Breslau und promovierte in Leipzig mit einer Studie über hebräische Akzente zum Doktor der Philosophie. Büchler zog nach England und arbeitete eine Zeit lang unter seinem Onkel Adolf Neubauer an der Bodleian Library. Danach wechselte er an das neu gegründete Rabbinerseminar, die Israelitisch-Theologische Lehranstalt in Wien, wo er Lehrer für jüdische Geschichte, Bibel und Talmud war, bevor er 1906 nach England an das  Jews' College in London zurückkehrte.
Seine ersten Studien lagen auf den Gebieten der hebräischen Philosophie und der Masora. Büchlers wichtigster Beitrag zur jüdischen Wissenschaft betraf die Geschichte der Zeit des Zweiten Tempels, insbesondere den letzten Teil dieser Epoche. Er lieferte verschiedene Beiträge für die Zeitschriften Jewish Quarterly Review, die Monatsschrift und die Revue des études juives.

## Publikationen (Auswahl)
- Zur Entstehung der Hebräischen Accente (Diss. Leipzig), später veröffentlicht in: Sitzungsberichte der Wiener Akademie der Wissenschaften (1891).
- Die Priester und der Cultus im letzten Jahrzehnt des Jerusalemischen Tempels.  II. Jahresbericht der Israelitisch-Theologischen Lehranstalt in Wien für das Schuljahr 1894/95. Verlag der Israel-Theol. Lehranstalt, Wien, 1895
- Die Tobiaden und die Oniaden im II. Makkabäerbuche und in der verwandten jüdisch-hellenistischen Litteratur. Untersuchungen zur Geschichte der Juden von 220 – 160 und zur jüdisch-hellenistischen Litteratur.  Wien, Israel.-Theol. Lehranstalt 1899. In: VI. Jahresbericht der Israelitisch-theologischen Lehranstalt in Wien für das Schuljahr 1898/99
- Das Synedrion in Jerusalem und das grosse Beth-Din in der Quaderkammer des Jerusalemischen Tempels.  Israel.-Theol. Lehranstalt, Wien, 1902 Wien 1902.